# منتخب فنلندا لكرة الأرض للرجال
منتخب فنلندا الوطني لكرة الأرض للرجال (بالفنلندية: Suomen salibandymaajoukkue)‏ هو ممثل فنلندا الرسمي في المنافسات الدولية في كرة الأرض .